# Oldevig
Oldevig är en svensk adlig ätt från Holstein. 
Ätten inkom till Sverige i slutet av 1600-talet. Sven Johan Oldevig var amiralitetskapten i Karlskrona vid denna tid. Hans Fredrik Oldevig, landshövding i Värmlands län, adlades 1860 och introducerades samma år på riddarhuset som ätt nummer 2333.